# Racomitrium subsecundum
Racomitrium subsecundum là một loài Rêu trong họ Grimmiaceae. Loài này được (Hook. & Grev. ex Harv.) Mitt. mô tả khoa học đầu tiên năm 1857.